# Glykosylierung

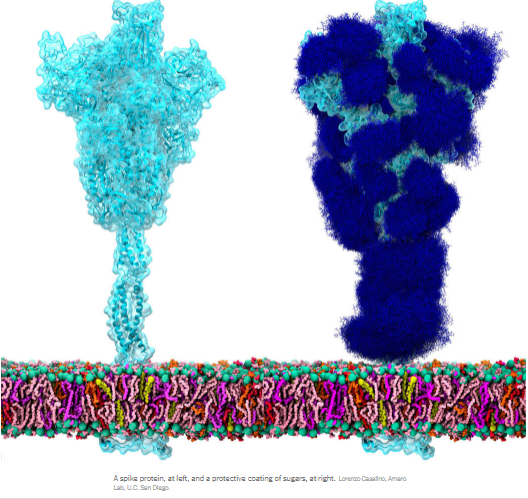
Spike-Glykoprotein ohne (links) und mit Glykosylierungen (rechts) über der Virusmembran (rot)

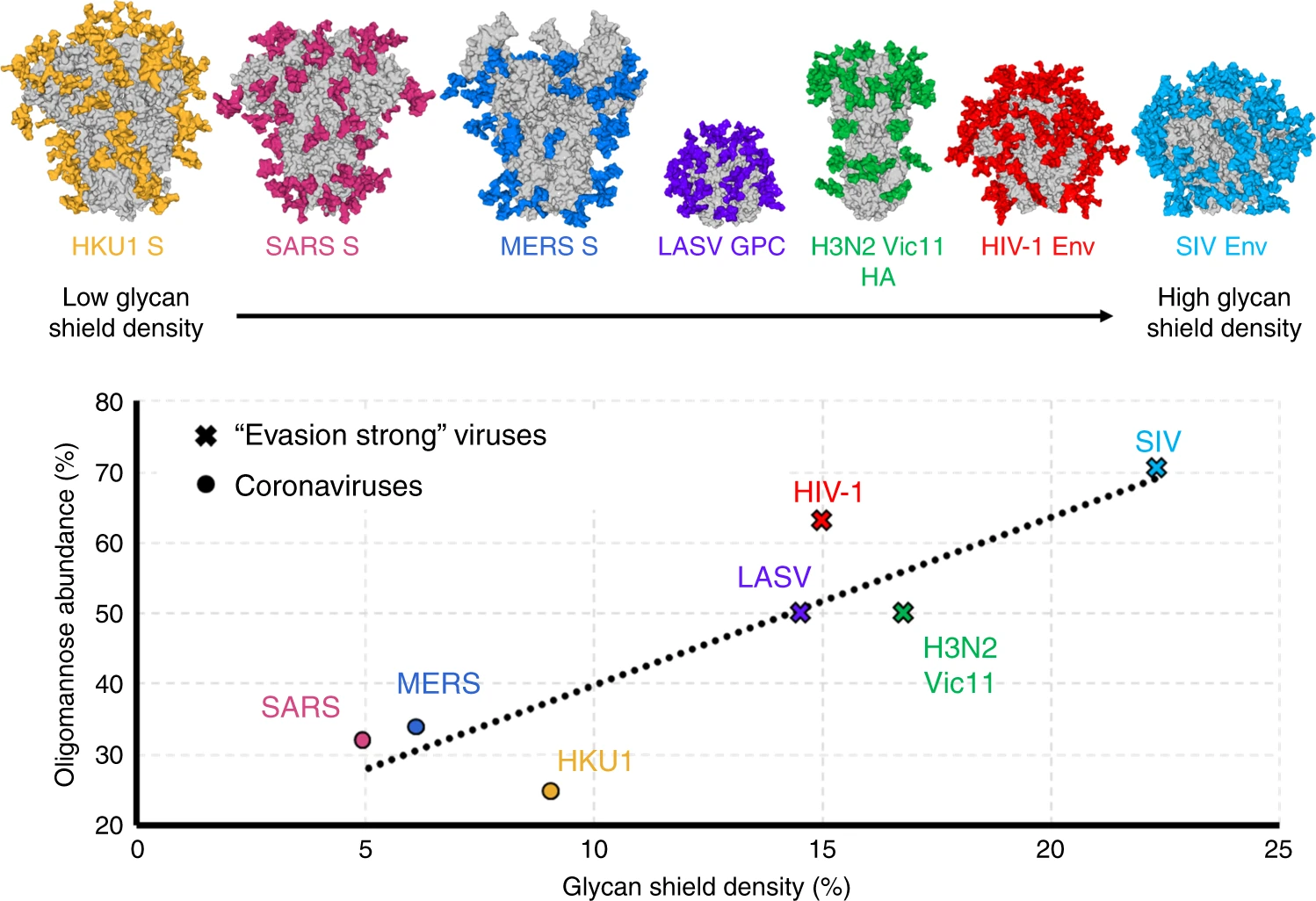
Fusogene Proteine verschiedener Viren mit Glykosylierungen

Glykosylierung beschreibt in der Biochemie und Glykobiologie eine Reihe enzymatischer oder chemischer Reaktionen, bei denen Kohlenhydrate an Proteine, Lipide oder andere Aglykone gebunden werden. Das so entstandene Reaktionsprodukt wird als Glykosid, im Falle von Proteinen als Glykoprotein oder Peptidoglycan bezeichnet. Von der Glykosylierung unterschieden wird die Glykation als chemische Reaktion ohne Enzymbeteiligung zwischen Amin und reduzierendem Zucker.

## Eigenschaften
Die Glykosylierung kommt in allen Bereichen des Lebens vor, aber in unterschiedlicher Abfolge und Anzahl der Kohlenhydrate. An biologischen Signalprozessen beteiligte Glykosylierungsmuster sind sehr spezifisch und ihre Biosynthese ist eine wichtige posttranslationale Modifikation von Proteinen. Die Mehrzahl der eukaryotischen Proteine ist glykosyliert. Die hierbei beteiligten, hochspezifischen Enzyme werden als Glykosyltransferasen bezeichnet. Posttranslationale Modifikationen dieser Art werden in der Biochemie im Rahmen der Glykomik bzw. in der Biologie im Rahmen der Glykobiologie untersucht. Viele Infektionserreger des Darms binden an Glykosylierungen zur Anheftung an eine Zelle bei einer Infektion. Die Glykosylierungsmuster unterscheiden sich zwischen verschiedenen Arten und können in fremden Arten eine Immunreaktion auslösen, was bei der Herstellung von rekombinanten Proteinen in Zellkultur für die Anwendung in Organismen mit einem Immunsystem die Wahl der Zelllinie bestimmt. Für die laborchemische Synthese wurden auch chemische Glykosylierungsmethoden entwickelt. Bakterielle Expressionssysteme wurden genetisch so verändert, dass sie Proteine generell nicht glykosylieren. Durch Pathway-Design kann die Glykosylierung in unterschiedlichen nichtmenschlichen Expressionssystemen an die menschlichen Glykosylierungsmuster angepasst werden.

## Funktion
Glykosylierung dient sehr unterschiedlichen Funktionen. Zum einen erhöht sie die Stabilität mancher Proteine und schützt vor proteolytischem Abbau. Viele Proteine falten sich nicht korrekt, wenn sie nicht zuvor glykosyliert wurden – Glykosylierung kann also der physiologisch funktionalen Proteinkonformation dienen. Sie kann auch die Affinität für Bindungspartner (z. B. beim Insulinrezeptor) verändern. Neben Signalpeptiden dient auch die Glykosylierung dem intrazellulären Transport (Proteintargeting) und der Exozytose: Glykoproteine werden zur Zellmembran transportiert. Nicht glykosylierte Proteine können nicht in die extrazelluläre Matrix abgegeben werden. Weiterhin dienen die Saccharide auch als strukturelle Bestandteile von Zellmembranen und tragen zur Zellinteraktion bei. So führt unterschiedliche Glykosylierung der Oberflächenproteine von Erythrozyten zu unterschiedlichen Blutgruppen vieler Säugetiere. Glykosylierungen können auch eine Funktion als Gleitmittel in Schleimhaut oder Schleim ausüben. Manche Pathogene verwenden teilweise umfangreiche Glykosylierungen zur Immunflucht.

## Glykosylierung von Proteinen
Verschiedene durch Enzyme katalysierte Prozesse im rauen Endoplasmatischen Retikulum (rER) und teilweise anschließend im Golgi-Apparat führen zur Glykosylierung von Proteinen, als N-Glykosylierung an Asparagin, als O-Glykosylierung an Serin, Threonin oder Tyrosin, sowie als C-mannosylierung an Tryptophan. Gemeinsam ist diesen Prozessen, dass sie sehr spezifisch sind: nur bestimmte Aminosäuren werden glykosyliert und auch die Zusammensetzung der jeweiligen Kohlenhydratgruppe ist sehr spezifisch. Bei der O-Glykosylierung liegen die Glykoproteine nach der Glykosylierung am rER nicht in ihrer Endform vor, sondern werden mitunter im Golgi-Apparat noch modifiziert. Eine vollständige Glykosylierung findet im Golgi-Apparat nicht statt.
In Bakterien werden Glykoproteine durch Oligosaccharyltransferasen (OTasen) und Protein-N- und Protein-O-Glycosyltransferasen (PGTasen) glykosyliert.

## Glykosylierung von Lipiden
Bei der enzymatisch vermittelten Glykosylierung von Lipiden entstehen Glykolipide. Der Oligosaccharid-Anteil der Glykolipide wird in der Regel auf der Außenseite der Zellmembran präsentiert, wo er eine Rolle in der Interaktion zwischen einzelnen Zellen oder bei der Signalübertragung spielt (Glykokalyx).

## Mutationen der Glykosylierung
Verschiedene Erbkrankheiten führen zu einer falschen oder fehlenden Glykosylierung, welche physiologisch geringer wirksam ist. Je nach Mutation kann das zu glykosylierende Biopolymer oder das glykosylierende Enzym defekt sein. Beispielsweise wird eine Form des Marfan-Syndroms durch eine fehlerhafte Glykosylierung von Fibrillin verursacht.

## Glykation
Eine chemische Reaktion ohne Enzymbeteiligung zwischen reduzierenden Kohlenhydraten und Aminen (z. B. in Aminosäuren) heißt Glykation. Bei dieser Maillard-Reaktion, die über eine Schiffsche Base zum Amadori-Produkt verläuft, kommt es nicht zur Ausbildung eines Glykosids, sondern durch Umlagerung zu einem α-Aminoketon R-NH-CH2-C(O)-R´.